# Portable Ecstasies
Portable Ecstasies è il nono album registrato in studio da Stephen Schlaks.
Orchestra diretta e arrangiamenti realizzati da Vince Tempera.

## Tracce
1. Tricks With Eva – 3:55
2. Pages Of My Life – 3:03
3. Iridescent – 2:50
4. Portable Ecstasies – 3:29
5. Hacienda Reflections – 3:13
6. Melody Strange – 3:53
7. Great Romance – 3:55
8. I Still Love You (A Story About Love) – 4:12
9. Violet – 2:58
10. The Dancer (She Dances With Your Heart) – 5:18
11. End Of The Story – 2:13